# St Paul’s Church (Bedford)

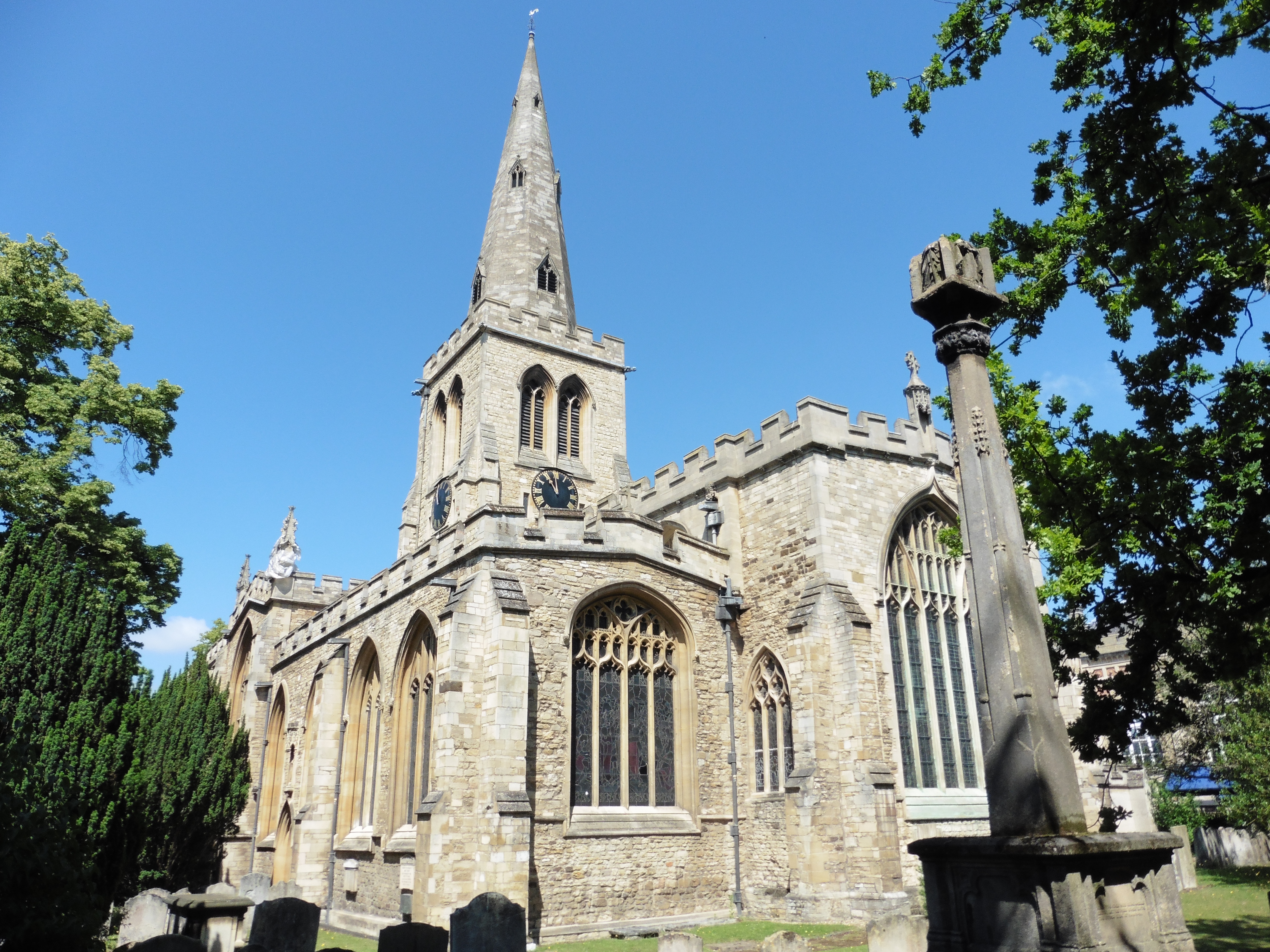
St Paul’s Church, Bedford

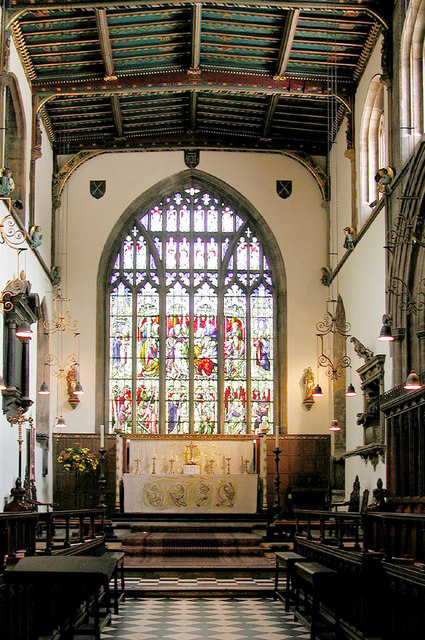
Chor (chancel)

Die der Church of England zugehörige St Paul’s Church in der mittelenglischen Großstadt Bedford in der Grafschaft (county) Bedfordshire ist eine anglikanische Pfarrkirche unter dem Patrozinium des Apostels Paulus; sie ist als Grade-I-Bauwerk eingestuft und ist Mitglied im Major Churches Network.

## Lage
Die etwa 100.000 Einwohner zählende Stadt Bedford liegt am Fluss Great Ouse in einer Höhe von ca. 35 m; die St Paul’s Church ist nur etwa 100 m in nördlicher Richtung vom Fluss entfernt.

## Geschichte
Wahrscheinlich existierte bereits im ausgehenden 8. Jahrhundert eine Paulskirche an diesem Platz, der wiederholten Angriffen der Wikinger und der Dänen ausgesetzt war. Im Domesday Book (1086) wird die Kirche namentlich erwähnt. Die gegenwärtige Kirche entstand im 13. Jahrhundert, unterlag aber in der Folgezeit zahlreichen Veränderungen, so dass ihr heutiges Erscheinungsbild stark vom spätgotischen Perpendicular Style geprägt ist.

## Architektur
Die Kirche wird von einem etwa 60 m hohen Vierungsturm mit Spitzhelm dominiert. Das dreischiffige Langhaus ist als Hallenkirche konzipiert, wohingegen der Chor basilikal aufgebaut ist. Alle Bauteile haben hölzerne Decken.